# Ibarra, Ecuador
Ibarra (phát âm tiếng Tây Ban Nha: [iˈβara]; tên đầy đủ San Miguel de Ibarra; Quechua: Impapura) là một thành phố nằm ở phía bắc Ecuador, đồng thời là thủ phủ của tỉnh Imbabura. Thành phố tọa lạc dưới chân núi lửa Imbabura và nằm bên bờ trái sông Tahuando. Ibarra cách thủ đô Quito của Ecuador khoảng 70 kilômét (43 mi) về phía đông bắc.